# Аполлон-16
«Аполлон-16» (англ. Apollo 16) — американський пілотований космічний корабель серії космічних кораблів «Аполлон», на якому була здійснена п'ята, передостання за програмою Аполлон висадка людей на Місяць. Перша висадка на узвишші Місяця.
Внаслідок проблем із силовим приводом запасної системи управління двигуном політ було скорочено на одну добу.

## Екіпаж

### Основний екіпаж
- Джон Янг — командир
- Кен Маттінглі — пілот командного модуля
- Чарльз Дюк — пілот місячного модуля

### Дублерний екіпаж
- Командир — Фред Хейз
- Пілот командного модуля — Стюарт Руса
- Пілот місячного модуля — Дін Мітчелл

### Запасний екіпаж
- Командир — Дональд Пітерсон
- Пілот командного модуля — Ентоні Інгленд
- Пілот місячного модуля — Генрі Хартсфілд

## Політ
Загальна тривалість польоту становила 265 год 51 хв 5 с.

### Старт

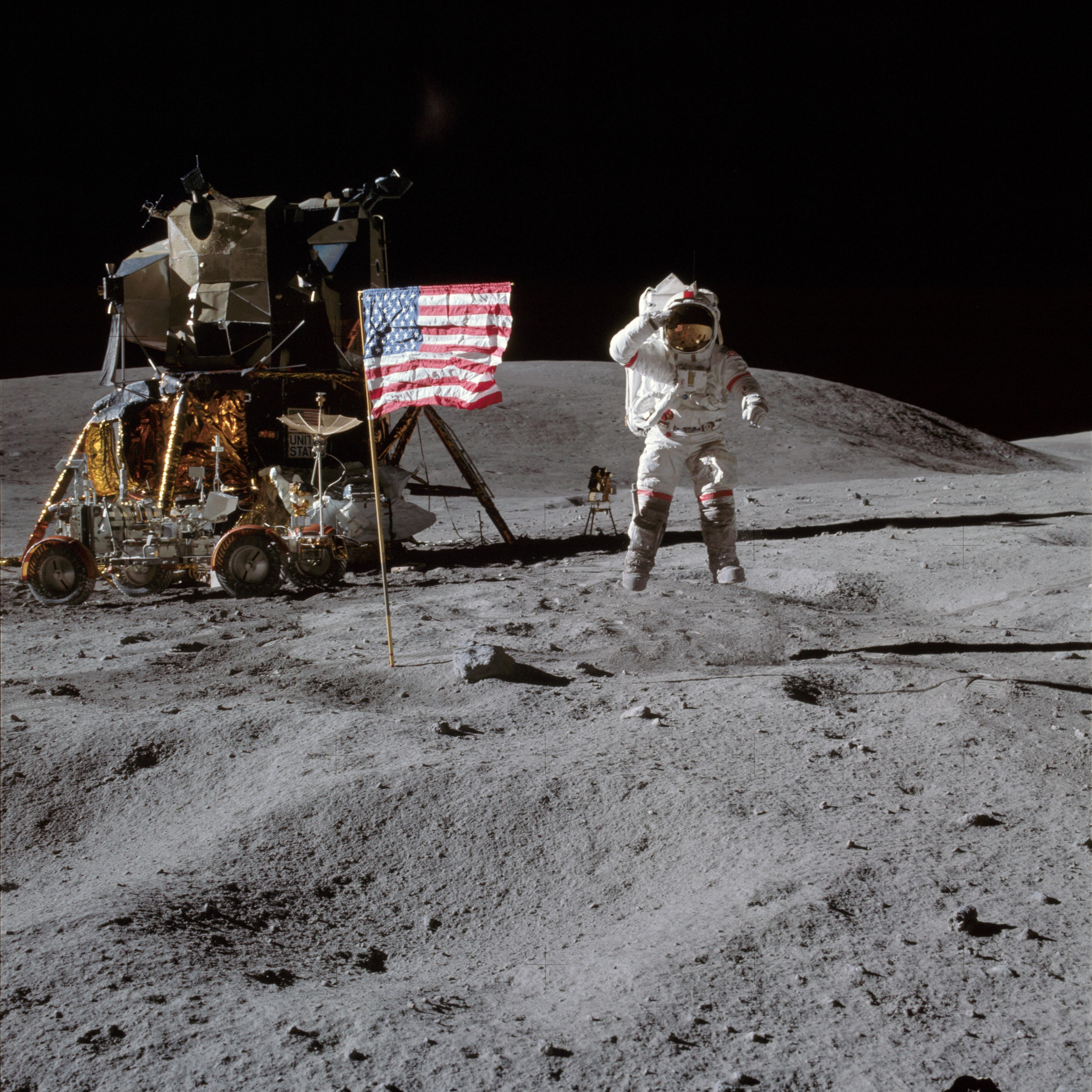
Джон Янг підстрибує, віддаючи честь американському прапору. НАСА.

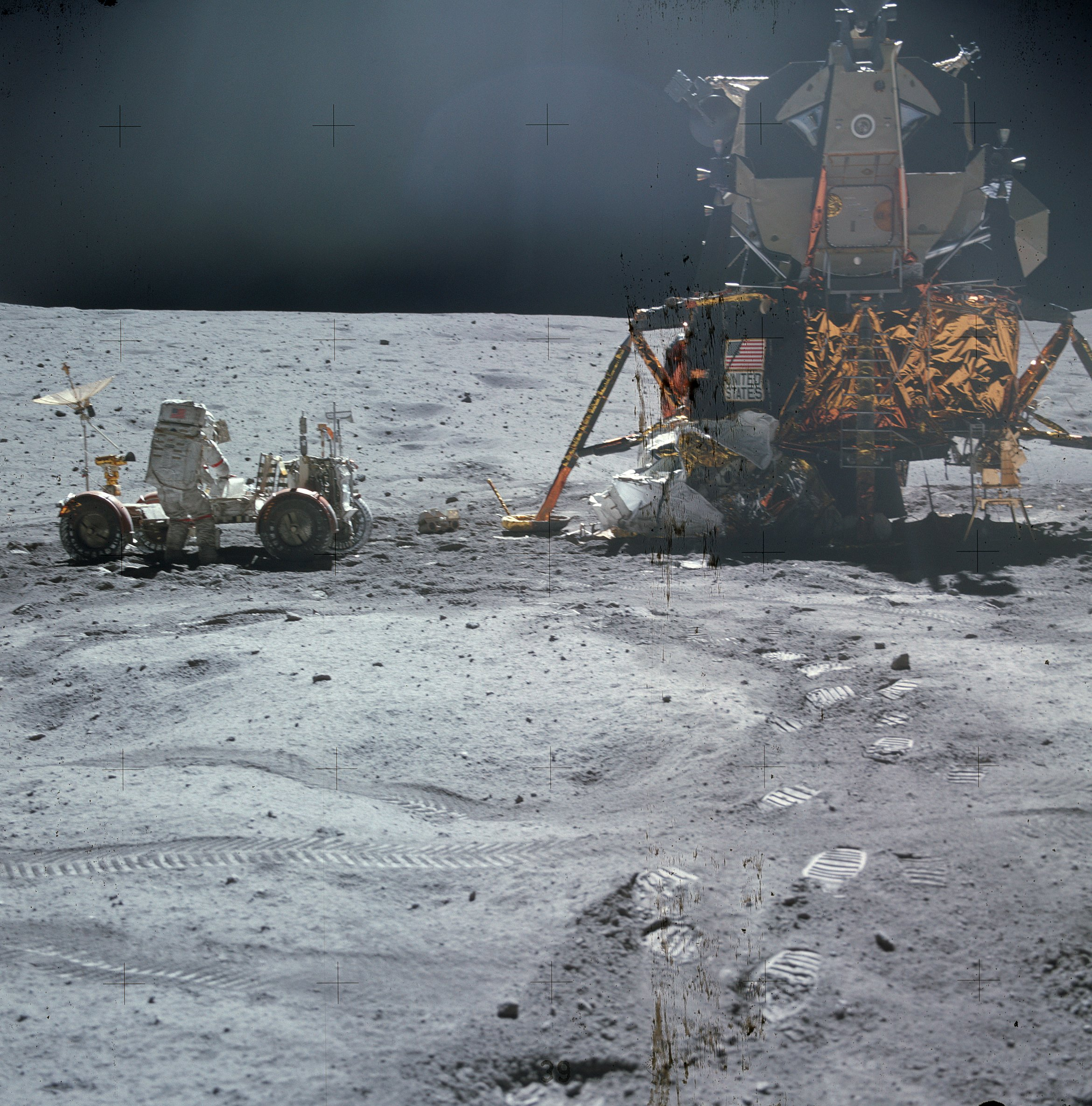
Джон Янг працює на місяцеході поблизу місячної станції «Оріон» (НАСА)

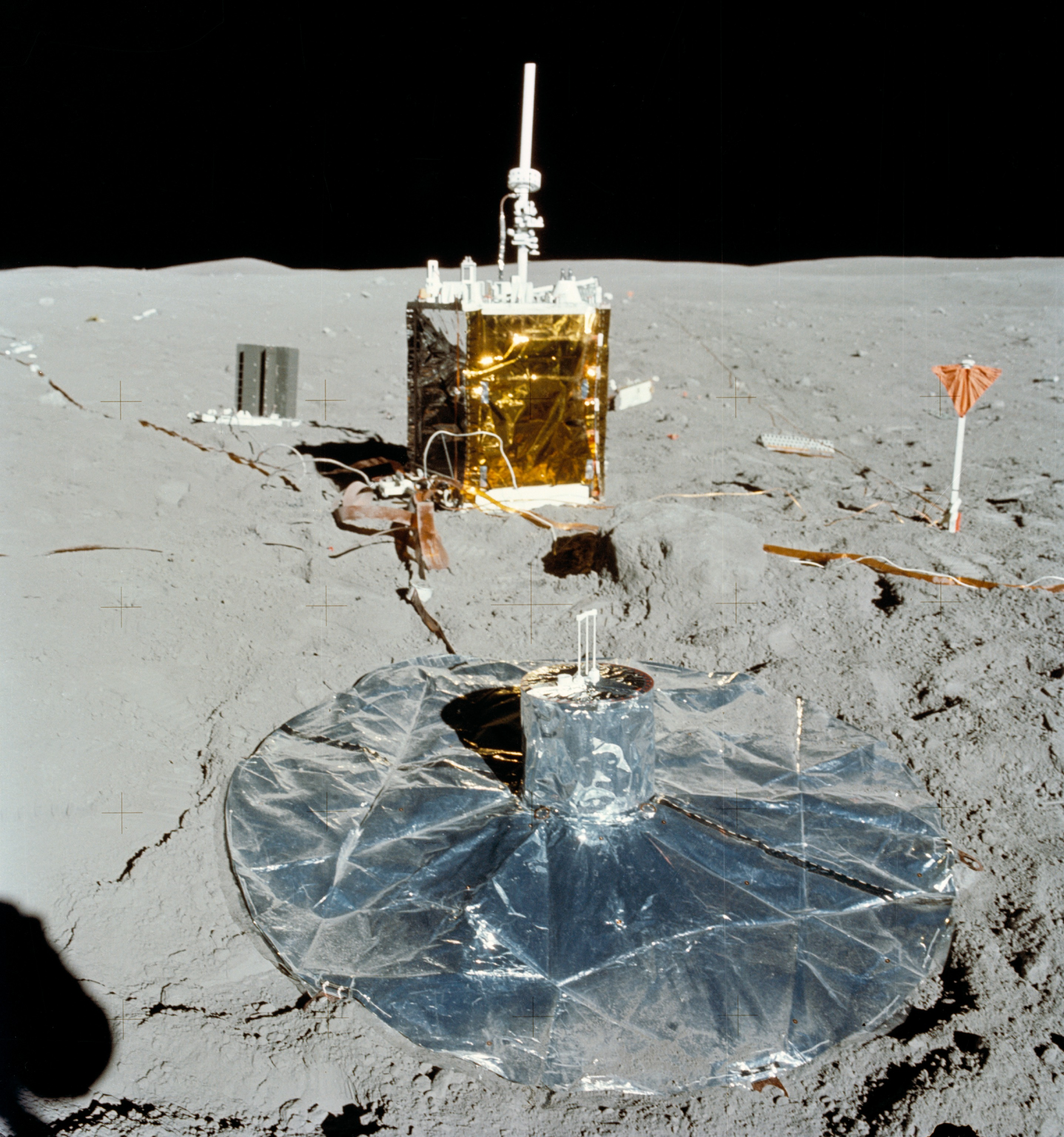

Старт відбувся 16 квітня 1972 року о 17:54:00 GMT з космодрому на мисі Канаверал (Флорида).

### Посадка на Місяць
Посадка місячного модуля на плоскогір'ї в районі кратера Декарт в точці з координатами 8,9914° пн. ш. 15,5144° сх. д. за 270 м від запланованої точки відбулася о 02:23:35 UT 21 квітня (09:23:35 p.m. EST 20 квітня). На посадку залишилося ще 102 с ресурсу роботи двигуна.

### Перебування на Місяці

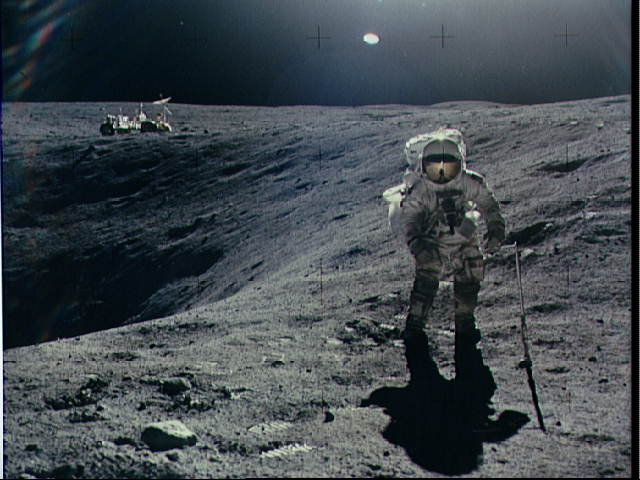
Фото зроблене астронавтом Джоном Янгом. Чарльз Дюк збирає зразки порід біля місця посадки — плоскогір'я Декарта. Дюк стоїть біля Стрімкого кратера. Тінь Янга віддзеркалюється на склі скафандра Дюка. Місячна станція припаркована на задньому плані.

Янг і Дюк пробули на Місяці загалом 71 годину 2 хвилини (21-24.04.1972) — три доби. Вони здійснили три виходи на поверхню Місяця загальною тривалістю 20 годин 14 хвилин.
Астронавти проїхали на місяцеході 27 км. Найбільше віддалення від Місячного модуля при цьому було 4,6 км.
Астронавти відібрали і доставили на Землю 96 кг місячної гірської породи та ґрунту.
На поверхні Місяця було встановлено і використано ультрафіолетовий телескоп. Його можна вважати першою місячною обсерваторією. Крім того, з поверхні Місячних виконані дослідження місячних плоскогір'їв.
Фото зліва зроблене астронавтом Джоном Янгом. На ньому Чарльз Дюк збирає зразки порід біля місця посадки — плоскогір'я Декарта. Дюк стоїть біля Стрімкого кратера. Тінь Янга віддзеркалюється на склі скафандра Дюка. Місячна станція припаркована на задньому плані.

### Політ до Землі
24 квітня було запущено супутник для дослідження Місяця, що розбився 29 травня на 425 оберті, оскільки не вийшов на заплановану орбіту.
На шляху до Землі Маттінглі вийшов у відкритий космос для вилучення касети з плівкою з поверхні командного модуля. Загальна тривалість його перебування поза кораблем становила 1 год 23 хв 42 с.

### Приземлення
Приводнення відбулося 27 квітня 1972 року о 19:45:05 GMT у Тихому океані, у точці з координатами 0° 43′ пд. ш. 156° 13′ зх. д.